# Mélský dialog

Mélos (fialová), Athénský námořní spolek (oranžová), Peloponéský spolek (zelená)

Mélský dialog je epizoda popsaná Thúkydidem v Dějinách peloponéské války (kniha 5, kapitoly 84–116), která se odehrála během athénského obléhání ostrova Mélos v roce 416 př. n. l. Jde o rozhovor mezi vyslanci Athén a vládci Mélu. Thúkidydés byl v této době v exilu a jednání se neúčastnil, tudíž je jeho popis pouze parafrází údajného dialogu.

## Průběh
Athéňané dají vládcům Mélu ultimátum: buď kapitulují a vzdají Athéňanům hold nebo budou zničeni. Athéňané si nepřejí ztrácet čas rozebíráním morální stránky situace, jelikož věří v právo silnějšího, tedy jejich vlastními slovy: mocní dělají, co mohou a slabší trpí, co musí. Tato věta je zároveň považována za zakládající větu teorie realismu ve studiu mezinárodních vztahů.
Mélští odpovídají, že jsou v konfliktu mezi Spartou a Athénami neutrální, a jelikož tedy nejsou nepřáteli, není třeba se snažit o jejich dobytí. Athéňané se však obávají, že pokud přijmou neutralitu Mélu, budou vypadat slabí, jakožto ti, kteří nebyli dostatečně mocní Mélos dobýt.
Mélští připomínají, že napadení by alarmovalo ostatní neutrální řecké státy, které se stanou nepřáteli Athén kvůli obavám z napadení. Athéňané odvětí, že takovéto chování je možná pravděpodobné od ostrovních států v Egejském moři, nicméně ne od států na řecké pevnině.
Mélští argumentují, že by bylo zbabělé a ostudné vzdát se Athéňanům bez boje. Athéňané oponují tím, že ostudné a zbabělé by bylo vzdát se pouze v případě, že by měli reálnou šanci oponenta porazit. Není nic ostudného na tom vzdát se neúměrně silnějšímu protivníkovi jako jsou Athény.
Mélští tvrdí, že přestože jsou Athény neúměrně silnější, existuje šanci, že by se Mélos ubránil, kterou by byla škoda nevyužít. Athéňané odsoudí tento argument jako emotivní a krátkozraký a připojují, že Mélos bude své hlouposti litovat, až dojde k pravděpodobnému athénskému vítězství.
Mélští odvětí, že budou mít bohy na své straně, jelikož jejich pozice je ta morálně správná. Athéňané se domnívají, že bohové nezasáhnou, jelikož je přirozené, že silnější vládnou slabším.
Mélští tvrdí, že jim na obranu přijde Sparta. Athéňané odpoví, že Sparťané jsou pragmatičtí a nevystavovali by se nebezpečí, pokud by jejich zájmy nebyly v přímém ohrožení. Navíc by obrana Mélu byla pro Spartu obzvlášť riskantní vzhledem k síle athénské flotily.
Athéňané jsou šokováni nedostatkem realismu v mélském uvažování, opakují, že vzdát se silnějšímu nepříteli není ostudné, zejména pokud jsou nabídnuty rozumné podmínky kapitulace. Mélští však svůj názor nezmění.

## Důsledky
Athéňané tedy pokračují v obléhání Mélu, který se snaží bránit, ale nakonec se vzdává. Místní bojeschopní muži jsou popraveni, ženy a děti prodány do otroctví. Dobytí Mélu bylo zamýšleno jako odrazující příklad členům Athénského námořního spolku – mělo je varovat před zběhnutím k Peloponéskému spolku pod vedením Sparty. Zda mělo athénské vítězství kýžený efekt, je však nejisté: několik let po dobytí Mélu Athény utrpěly devastující porážku při výpravě na Sicílii, po které se mnoho původních spojenců a neutrálních států přidalo na stranu Sparty.
Athény byly v roce 404 př. n. l. definitivně poraženy. Spartský vojevůdce Lýsandros již rok předtím vyhnal athénské okupanty z Mélu, umožnil návrat přeživším a z ostrova se stalo spartské území s přidělenou vojenskou posádkou a velitelem.